# Sant Pere Màrtir (Salàs de Pallars)
Sant Pere Màrtir és un turó de 807,4 metres que es troba en el terme deSalàs de Pallars al Pallars Jussà, a ponent de la vila. En el cim hi ha l'ermita que li dona nom.
Pel seu costat meridional discorre el barranc de Fontfreda, i pel septentrional, el barranc de la Perera, que s'ajunten just a llevant del mateix turó.
A poca distància al nord-oest de l'ermita es troba el termenal entre Salàs de Pallars i Tremp (antic terme de Gurp de la Conca) que, a partir d'aquell lloc, segueix la carena cap a ponent fins a l'alçada del Mas de Balust.